# Florian Vogel
Pour les articles homonymes, voir Vogel.
Florian Vogel, né le 18 février 1982 à Aarau, est un coureur cycliste suisse spécialiste de VTT cross-country. Il a notamment remporté le titre de Champion d'Europe de cross-country en 2008 et 2017.
Il est membre du Team KMC Ekoï Orbea.

## Palmarès en VTT

### Championnats du monde
- Cross-country
  -  Médaillé d'argent en 2008
  -  Médaillé de bronze en 2007 et 2009

### Coupe du monde
- Cross-country
  - 5e en 2006
  - 23e en 2007
  - 7e en 2008
  - 21e en 2009
  - 4e en 2010 (1 manche)
  - 10e en 2011
  - 6e en 2012
  - 13e en 2013
  - 12e en 2014
  - 4e en 2015
  - 10e en 2016
  - 10e en 2017
  - 8e en 2018
  - 27e en 2019

### Championnats d'Europe
- Champion d'Europe de cross-crountry (2) : 2008 et 2017 (2e en 2019 et 3e en 2011)

### Championnats de Suisse
- Champion de Suisse de cross-country (3) : 2008, 2009 et 2011

## Palmarès sur route
- 2004
  - Martigny-Mauvoisin

## Palmarès en cyclo-cross
- 2004-2005
  -  Champion de Suisse de cyclo-cross
- 2015-2016
  - Crossrace GP Luzern, Pfaffnau